# Manoir de Bastvik
Le manoir de Bastvik (en finnois : Bastvikin kartano) est un manoir situé dans le quartier de Saunalahti à Espoo en Finlande.

## Présentation
Le manoir de Bastvik est situé au bord de la mer.
C'est la plus ancienne ferme connue de la région. 
L'aspect actuel du bâtiment principal du manoir date de la fin des années 1920 et il est l'œuvre de l'architecte Väinö Toivio. 
Cependant, le bâtiment lui-même est considérablement plus ancien, probablement du début du XIXe siècle. 
Le Manoir de Bastvik comportait une scierie importante à la fin du XIXe siècle. 
C'est pourquoi la péninsule Sahaniemi avait un port important pour les navires.

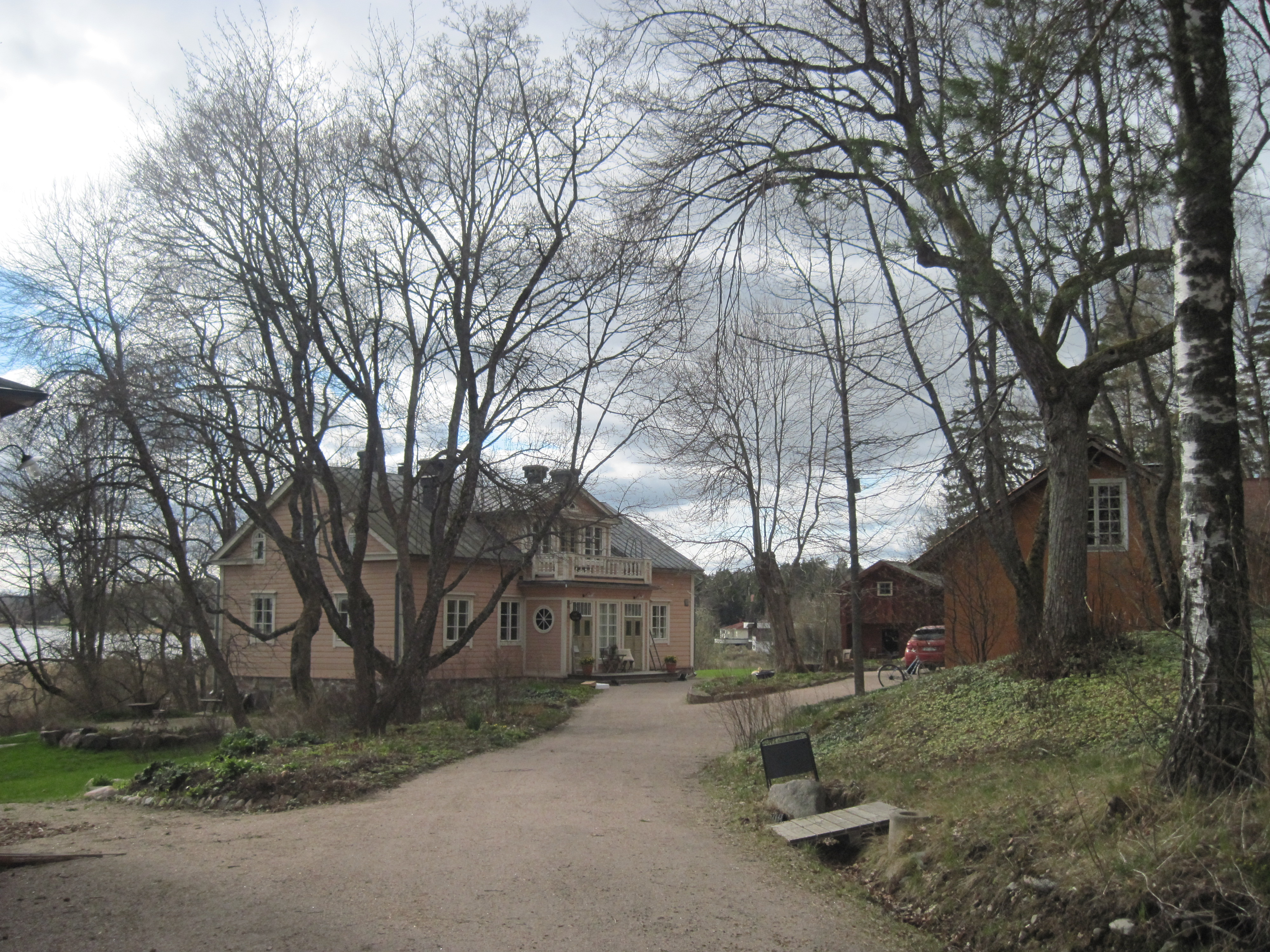